# Люксембуржцы
Люксембуржцы (люкс. Lëtzebuerger) — народ, основное население Люксембурга. Общая численность — 430 тыс. человек, в том числе в Люксембурге 300 тыс. человек. В основном, они говорят на люксембургском языке, который относится к германским языкам индоевропейской группы. Письменность на основе латинского алфавита. Верующие — главным образом, католики, небольшая часть — протестанты.
Большинство этнических люксембуржцев проживают в Люксембурге и имеют германские корни. Тем не менее, есть большие диаспоры в Европе и в других странах, в частности, в Бельгии, Франции и Германии. В первую очередь, это связано с историческими факторами, особенно с тремя разделами Люксембурга, которые приводили к включению территорий Люксембурга в состав трёх соседних стран.
Существуют также большие диаспоры в Америке (самые многочисленные из которых в США, Аргентине и Бразилии).

## История

Гражданский флаг Люксембурга

Большинство этнических люксембуржцев проживают в Великом Герцогстве Люксембург (люксембургский: Lëtzebuerg), небольшой стране в Западной Европе, не имеющей выхода к морю, расположенной между Германией, Францией и Бельгией, и имеют кельтское/ галло-римское и германское (франкское) происхождение. Люксембургский — единственный родной язык люксембуржцев (которому учат родители), хотя почти все они изучают в школе французский и немецкий язык и могут общаться на этих двух языках с раннего возраста. Несмотря на довольно небольшое количество люксембуржцев, существует относительно большая диаспора их народа как в Европе, так и в других местах, особенно за рубежом в Северной Америке. В частности, есть популяции в соседних странах Бельгии, Франции и Германии. По большей части это связано с историческими причинами, особенно с тремя разделами Люксембурга, которые привели к включению бывших территорий Люксембурга в каждую из трех соседних стран.
Как упоминалось ранее, значительная часть люксембуржцев проживает в Америке, причем самый большой контингент проживает в Соединённых Штатах. Другие мигрировали в средневековое Венгерское королевство вместе с немцами во время первой фазы немецкого расселение на восток (нем. Ostsiedlung) в XII веке (а позже, в Новое время). Потомками этих поселенцев являются трансильванские саксы (в частности) и банатские швабы (частично). Кроме того, трансильванско-саксонский диалект очень близок к люксембургскому. Кроме того, ципзерские немцы в историческом регионе Зипс, Словакия (а также их потомки в Мармарош и Буковину) также являются частью люксембургской диаспоры, учитывая тот факт, что часть их предков произошла от северо-запад Нижной Рейнской области и прилегающие или соседние территории.
Объяснение культурных, этнических и языковых связей между саксами в Трансильвании и люксембуржцами довольно простое: первые волны трансильванских саксонских поселенцев, колонизировавших части Трансильвании (современная центральная Румыния), произошли из реки Рейн-Мозель. региона долины и косвенно, также из Люксембурга. Эти поселенцы были частью процесса колонизации Остсидлунга в Центральной и Восточной Европе и были приглашены в конце XII века, в эпоху высокого средневековья, королем Венгрии Гезой II для развития, укрепления и защиты южной и юго-восточной Трансильвании от вторгающиеся азиатские народы (например половцы, печенеги, монголы или татары). Более того, в 2007 году Люксембург разделил статус культурной столицы Европы с румынским городом Сибиу (нем. Hermannstadt), одним из важнейших исторических городских центров трансильванских саксов, как в прошлом, так и в настоящем. в культурном, административном и религиозном отношении.